# Tisem
Tisem település Csehországban, a Benešovi járásban. Tisem Benešov, Bystřice, Maršovice és Neveklov településekkel határos. Lakosainak száma 215 fő (2024. január 1.).

## Népesség
A település lakosságának változását az alábbi diagram mutatja:
| Lakosok száma | 233  | 296  | 298  | 199  | 167  | 218  | 222  | 221  | 236  | 215  |
|               | 1869 | 1900 | 1921 | 1961 | 1980 | 2011 | 2016 | 2019 | 2021 | 2024 |